# 鈴木健介 (映画監督)
鈴木 健介（すずき けんすけ、1939年2月11日 - ）は、日本の映画監督（ドキュメンタリー）、プロデューサーである。同姓同名の俳優の鈴木健介とは無関係の別人である。

## 来歴・人物
1939年（昭和14年）2月11日、東京市豊島区巣鴨（現在の東京都豊島区巣鴨）に生まれる。
1963年（昭和38年）日本大学芸術学部映画学科演出コースを卒業。在学中には当時同大学で教授をつとめていた牛原虚彦に師事して演出の基本を学ぶ。50分の劇映画『明るすぎて暗い』を卒業製作として脚本、監督した。卒業後はフリーランスとして映画やテレビの仕事につく。
1966年（昭和41年）から3年間、中川信夫の助監督をつとめて強い影響を受け、中川が1984年（昭和59年）に死去するまでの18年間にわたり人生の師と仰いで交流した。ドキュメンタリー監督になった後も、中川の遺作『怪異談 生きてゐる小平次』（1982年）で助監督をつとめている。
1970年（昭和45年）、フジテレビのテレビドキュメンタリー『只今奮闘中』で初監督を手掛けた。以後、『美の世界』『ドキュメンタリー人間劇場』『世界わが心の旅』などのテレビドキュメンタリーを監督する一方で、1976年（昭和51年）には記録映画『新しい木の家』を監督。同作品で毎日映画コンクール奨励賞を受賞した。また、1992年（平成4年）から1993年（平成5年）に歌人の俵万智を伴ってインドのカルカッタ（現・コルカタ）を取材した記録をもとに、1994年（平成6年）に記録映画『ガンガー 俵万智イン・カルカッタ』を発表した。
1983年（昭和58年）には、日本テレビの『火曜サスペンス劇場』で、世界初の試みとなる視覚障害者向けの副音声解説台本作成と吹きこみの演出を行った。この作業は『火曜サスペンス劇場』終了後に番組名が『ドラマ・コンプレックス』に代わってからも続けられている。
日本映画監督協会会員。同協会の国際委員会委員を経て2000年（平成12年）に文化事業委員会委員となる。同協会の活動を通して、アジア、アフリカの映画監督たちと交流を持ち、インド映画人との交流にも積極的に取り組んだ。『ガンガー 俵万智イン・カルカッタ』の上映活動がきっかけで調布映画祭と関係を持つようになり、2003年（平成15年）以降は同映画祭の実行委員会委員をつとめている。中川信夫の生前の業績をまとめた書籍『映画監督 中川信夫』（リブロポート・刊、1987年）には年譜およびフィルモグラフィーの作成で関わり、また、自らも『地獄でヨーイ・ハイ! 中川信夫 怪談・恐怖映画の業華』（ワイズ出版・刊、2000年）を編著している。

## フィルモグラフィ
特筆以外はすべて監督

### 映画
- 『怪異談 生きてゐる小平次』 : 監督中川信夫、磯田事務所、ATG / ATG配給、1982年 - 助監督
- 『ガンガー 俵万智イン・カルカッタ』 : 、ケンプロ、1994年

### ドキュメンタリー・フィルム
- 『新しい木の家』 : 1976年
- 『鼓動』 : 美術ドキュメンタリー、愛宕山画廊、1994年

### テレビ・ドキュメンタリー
- 『只今奮闘中』 : フジテレビ、1970年
- 『美の世界』 : 日本テレビ、1977年 - 1992年
- 『甦る古備前～森陶岳の執念～』 : 日本テレビ、1981年
- 『朝の詩』 : 日本テレビ、1985年 - 2004年 - 構成、演出
- 『西洋の美術～古代ギリシャからピカソまで～』 : 日本テレビ、1986年
- 『新世界紀行 遥かなるユーゴスラビア』 : TBS、1987年
- 『能、狂言アメリカを行く』 : 日本テレビ、1988年
- 『画家 国吉康雄～憂愁のニューヨーク～』 : 日本テレビ、1989年
- 『幻の美女伝説～楊貴妃は日本に来ていた!?』 : テレビ東京、1990年
- 『美に生きる』 : テレビ東京、1991年
- 『C.W.ニコルの森物語』 : テレビ東京、1992年
- 『ドキュメンタリー人間劇場』 : テレビ東京
  - 『トラック人生夫婦道～愛の500キロ～』 : 1995年
  - 『大震災2年～生きていてよかった～』 : 1997年
  - 『旅芸人で死にたい～落語にとりつかれた柴垣家の人々』 : 1998年
- 『NHKBSスペシャル』 : NHK
  - 『わが日本の風景～うるわしき山への祈り～』 : 1997年
  - 『わが日本の風景～夕暮れの水辺に想う～』 : 1997年
- 『世界わが心の旅』 : NHK
  - 『ボローニャ・絵本にたくす想い』 : 1997年

### オリジナルビデオ
- いわさきちひろと俵万智の『あなたのところへ』 : ポニーキャニオン、1991年
- 『福田繁雄のからくりビデオ』 : 新潮社、1992年
- 『夭折の画家 三橋節子～その愛と死の伝説～』 : 新潮社、1994年
- 『ちひろビデオ館』 : ケン・プロ、1995年
- 『戦後で見るわたしたちの 日本国憲法』 : サントリー、イメージユニオン、総販売・同朋社、全30巻、1996年 - 1997年 - プロデューサー

### 書籍
- 『映画監督 中川信夫』 : 滝沢一、山根貞男・編、リブロポート、1987年 - 『中川信夫・フィルモグラフィーおよび年譜』作成
- 『地獄でヨーイ・ハイ! 中川信夫 怪奇・恐怖映画の業華』 : ワイズ出版、2000年 - 編著

### その他
- 『映画・ザ・祭り』 : 戦後50年に因み「日本人が見たアジア」をテーマに10本の映画を上映、キネカ大森、1995年 - 企画
- 中川信夫追悼上映『地獄』 : 第15回東京国際ファンタスティック映画祭、1999年 - 企画
- 中川信夫追悼特集上映 : キネカ大森他全国各地で上映、2000年 - 企画
- 中川信夫生誕100年記念『新編丹下左膳 隻眼の巻』特別上映 : 東京国立近代美術館フィルムセンター、2005年 - 企画
- 中川信夫生誕100年企画『中川信夫 業の人間アラベスク～行こか戻ろか天国⇔地獄～』 : ラピュタ阿佐ヶ谷、2006年 - 企画

## 註
1. 1 2 3 4 5 6 7 8 9 10 11 12 13 14 15  ケン・プロ『ガンガー 俵万智イン・カルカッタ』ホームページ、鈴木健介プロフィール参照。2010年3月24日閲覧。
2. 1 2 3 4 5  『地獄でヨーイ・ハイ!』、編著者プロフィール、巻末。